# Célio Silveira
Célio Antonio da Silveira (Luziânia, GO, 19 de setembro de 1959) é um médico e político brasileiro filiado ao Movimento Democrático Brasileiro (MDB).
É medico formado na Universidade Federal da Paraíba, foi Prefeito de Luziânia sua cidade natal.

## Biografia
Foi eleito deputado federal em 2014, para a 55.ª legislatura (2015-2019), pelo PSDB. Votou a favor do Processo de impeachment de Dilma Rousseff.
Já no Governo Michel Temer, foi favorável à PEC do Teto dos Gastos Públicos. Em abril de 2017 votou a favor Reforma Trabalhista. Em agosto de 2017 votou contra o processo em que se pedia abertura de investigação do então Presidente Michel Temer, ajudando a arquivar a denúncia do Ministério Público Federal.

## Controvérsias
No início de 2019, o deputado foi o campeão de solicitações de reembolso de gastos na Câmara Federal. Silva solicitou o reembolso de R$ 72 mil, sendo parte gasta com assessoria jurídica (R$ 30 mil), ações de marketing e gerenciamento de redes sociais (R$ 30 mil) e em combustível (R$ 5,6 mil). 